# AN/SPS-40

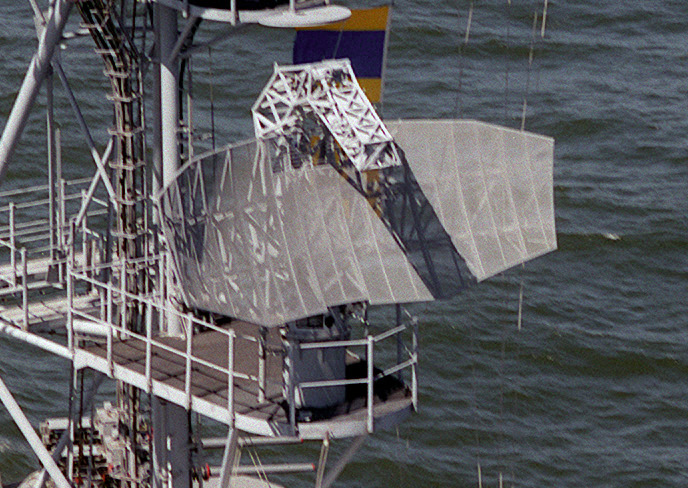
Una antena de radar de AN/SPS-40 en el USS Trenton (LPD-14).

El ANSPS-40 es un radar de búsqueda aérea bidimensional, y de largo alcance de la Armada de Estados Unidos que es capaz de proporcionar seguimiento y gama del contacto. Fue usado en destructores Clase Spruance cruceros Clase Belknap, cruceros Clase Leahy, fragatas Clase Knox, fragatas Clase Bronstein, cúteres Clase Hamilton, barcos anfibios de Clase Raleigh de transporte y muchas otras clases de barco. Fue reemplazado por el ANSPS-49 en los buques nuevos y en barcos que recibieron la nueva actualización New Threat Upgrade.

## Características
- Nombre = AN/SPS-40
- País =  Estados Unidos
- Introducido = En los 1960s
- Número =Centenas
- Tipo = Búsqueda aérea bidimensional
- Frecuencia = 400 MHz, UHF band
- Rango = 200 kilovatios (peak)
- Altitud =
- diámetro = 140" x 214"
- Azimut = 0-360°
- Elevación = Amplitud del haz vertical 19°
- Precisión = Ancho del haz horizontal 10.5°

## Galería

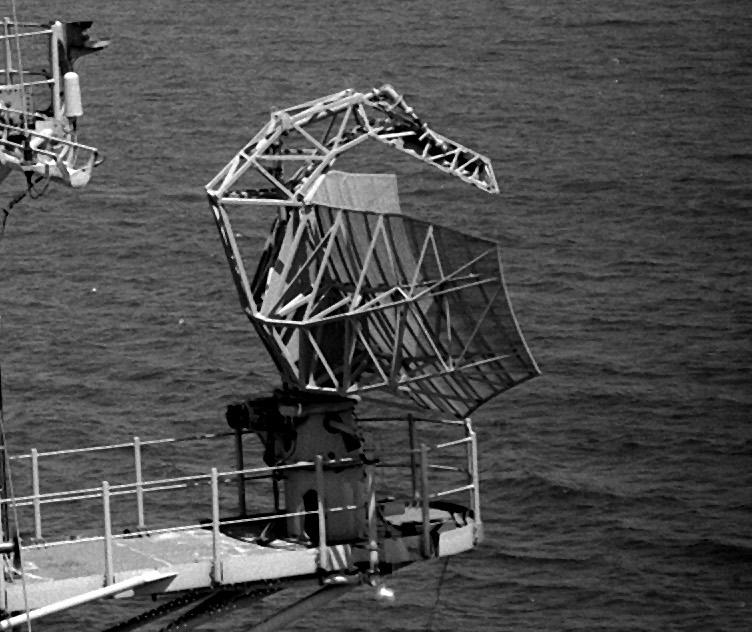
Antena de radar AN/SPS-40 en el USS Raleigh (LPD-1)
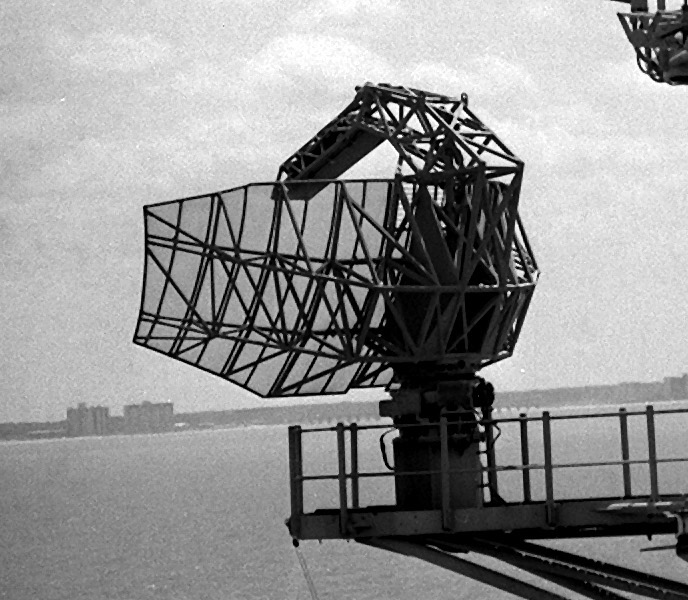
Otra vista de la misma antena en elRaleigh